# Грађански национализам
Грађански национализам је посебан облик национализма који се заснива на либералном и грађанском схватању нације као демократске заједнице суверених грађана. Поборници грађанског национализма посматрају националну државу као организациони облик грађанског друштва, заснованог на равноправности свих грађана, независно од њихове етничке, религијске, језичке, културне или било које друге припадности.

## Основна обележја
У политичкој пракси, грађански национализам се јавља у два основна облика, од којих се први одликује плуралистичким, а други интегралистичким приступом изградњи грађанске нације. Поборници првог усмерења сматрају да је јединство грађанске нације могуће остварити на плуралистичким основама, путем постепеног изграђивања грађанског друштва, уз пуно уважавање традиционалних етничких, верских и других посебности. На другој страни, поборници интегралистичког усмерења сматрају да истинско национално јединство у грађанским друштвима није могуће остварити без радикалног раскида са традиционалним етничким, религијским и другим поделама, које се доживљавају као главна препрека у изградњи обједињеног (интегралног) грађанског идентитета. У том смислу, начела грађанског национализма стоје у оштрој супротности са начелима на којима почивају неки други облици национализма, као што су етнички национализам и религијски национализам.
Полазећи од поменутих разлика и противречности унутар грађанског национализма, британски социолог Ентони Смит (Anthony D. Smith, 1933-2016) је као један од највећих светских стручњака у области проучавања нације и национализма, указао на разне опасности које мањинским заједницама у сваком друштву прете од разних интегралистичких тенденција у оквиру грађанског национализма:
Sa stanovišta ugroženih manjina, građanski nacionalizam nije ni tolerantan ni nepristrasan kako to njegovo samopredstavljanje sugeriše. U stvari, on može biti čak isto toliko opak i beskompromisan kao i etnički nacionalizam. Jer građanski nacionalizam često zahteva, kao cenu za dobijanja državljanstva i koristi iz toga, odricanje od etničke zajednice i individualnosti, privatizaciju etničke religije i marginalizaciju etničke kulture i nasleđa manjina unutar granica nacije-države ... Stoga, ne samo etnički, već takođe i građanski nacionalizam može zahtevati iskorenjivanje manjinskih kultura i zajednica kao zajednica ... Tako pedagoški narativ zapadnih demokratija ispada isto tako zahtevan i rigorozan - i u praksi etnički jednostran - kao i onaj ne-zapadnih autoritarnih država-nacija, jer on pretpostavlja asimilaciju etničkih manjina unutar granica nacionalne države kroz akulturaciju u hegemonoj većinskoj etničkoj kulturi.
Један од најизразитијих примера за употребу интегралистичке варијанте грађанског национализма у циљу асимилације разних заједница представља политика која се у савременој Црној Гори спроводи у име стварања јединствене црногорске грађанске нације, која се формално промовише као плуралистичка, али се у пракси своди на средство за спровођење форсиране црногоризације свих заједница у тој држави.